# 窦况
窦况（前1世纪—8年），西汉末年、新朝时官员。
汉平帝时窦况任护羌校尉，平帝死後，居摄元年（6年），西羌庞恬、傅幡等人怨恨王莽夺其地作西海郡，举兵反抗。攻打西海太守程永，程永败走。王莽派他率兵进讨，居摄二年（7年），护羌校尉窦况击破西羌，转任执金吾。居摄三年（8年），王莽之侄衍功侯王光嘱托执金吾窦况，指使他诬陷杀害自己的仇人。窦况于是逮捕了那个仇人，陷罪处死。此事被司威陈崇告发，王莽大怒，严厉地责问王光，王光和他的母亲畏罪自杀，窦况被捕后判处死刑。